# Конска сила
Конската сила (к. с.) е остаряла извънсистемна единица за измерване на мощност. За нея не съществува еднозначно определение, поради което тя не се препоръчва за използване в науката и техниката. В света съществуват няколко единици за измерване под името „конска сила“. В България като правило под конска сила се има предвид така наречената „метрична конска сила“, равна точно на 735,498 75 W. На нейно място трябва да се използва стандартната единица за измерване на мощност ват (W), респ. киловат (kW) от международно приетата система SI.
Международната организация по законодателна метрология (МОЗМ) в своите препоръки отнася метричната конска сила към единиците за измерване, „които трябва да бъдат извадени от употреба колкото е възможно по-скоро там, където те се използват днес, и които не трябва да се въвеждат, ако не се използват“.
Единицата конска сила все още е доста разпространена, най-вече в автомобилната индустрия (и особено в разговорната практика). Днес обикновено в техническите проспекти и спецификации на автомобилите стойността на мощността се дава в kW, а като допълнение към основното означение – и в к. с.

## История
Конската сила за пръв път е била предложена през XVIII век от Джеймс Уат (1736 – 1819), когато е оценявал мощността на своите парни двигатели. Сравнението е било при изпомпване на вода от рудници, пазарлъкът е бил, че неговият двигател ще изпомпи вода колкото един кон, въртящ помпата чрез обикаляне в кръг. Тогава се е смятало, че един кон има сила (мощност) да повдига 330 фунта (150 kg) със скорост 100 фута (30 m) за минута. По днешни мерки, това се равнява приблизително на 746 W.
През 1993 г. Р. Д. Стивенсън и Р. Дж. Васерсуг публикуват в списание Nature дописка, в която се обобщават измервания и пресмятания на върховата и продължителна производителност на кон. Позовавайки се на измервания, направени през 1926 г. по време на Щатския панаир на Айова, те съобщават, че за няколко секунди е измерена пикова мощност от 14,9 к.с. (11,1 kW), и също така се наблюдава, че при продължителна работа мощността е около 1 к.с. (0,75 kW) на кон, което е в съответствие със селскостопанските съвети както от XIX, така и от XX век и също така, че тази мощност е около четири пъти повече от мощността, изразходвана от други гръбначни животни при продължителна работа.

## Преизчисление к. с. ↔ kW
Днес в англоговорещия свят най-често конската сила се определя като равна на 745,699 871 582 270 22 W. Обаче в почти цяла Европа конската сила се приема за равна на 735,498 75 W (т. нар. метрична конска сила). Тази стойност се дава в международния стандарт ISO 31-3, въведен и в България. Не съществува и общоприето международно означение на тази единица. На немски конската сила се означава с PS (Pferdestärke), на френски – с CV (cheval-vapeur), на италиански – с cv (cavallo vapore), на английски – с HP или hp (horsepower).
И така за метричната конска сила важи:
1 к. с. = 0,735 498 75 kW ≈ 3/4 kW,
и обратно:
1 kW = 1,359 621 73 к. с.
В повечето англоезични страни:
1 HP = 0,745 699 871 582 270 22 kW ≈ 3/4 kW

## Мощност на автомобилни двигатели в к. с. и kW
Данните за мощността на двигатели (специално при автомобили) невинаги могат да се сравнят, когато се дават в конски сили. Причината е, че условията за определяне на тази мощност са различни в различните страни. Така например в Германия мощността се определя в конски сили по DIN (т.е. DIN-PS), като двигателят е „готов за вграждане“ в дадения автомобил или механизъм, т.е. в „окомплектовано“ състояние. Това значи, че двигателят се изпитва заедно с горивоподаващата, водната и маслената помпи, вентилатора, генератора, въздушния филтър, ауспуха и т.н. Тоест – по DIN двигателят е във вида, в който се качва в автомобила. В САЩ обаче мощността се определя за „гол“ двигател, т.е. без да е натоварен с необходимите за работата му агрегати, както е по DIN. Изпитва се специално приготвен двигател, на който всички изброени агрегати се задвижват от външни източници на енергия, а не от самия двигател. В този случай единицата се нарича конска сила по SAE (SAE-HP). В Италия в употреба е единицата Cuna-PS. Разликите не могат точно да се дефинират, като на практика разминаването е от 5 до 15 %. Такива разлики възникват също и при измерването в kW, тъй като не единицата, а условията на измерване са различни.

## Въртящ момент
Според култовата фраза на Карол Шелби „конските сили продават коли, но въртящият момент печели състезания“, така че мощността („конските сили“) е популярен параметър за преценка докога ДВГ ще може на поддържа въртящия си момент, постоянно ускорявайки автомобила, достигайки скоростния си предел спрямо челното съпротивление. Дизеловите ДВГ имат по-висок въртящ момент от бензиновите и по тази причина дават еднакъв разход на гориво при градско/извънградско, тъй като при потегляне не е нужно подаване на много газ (няма преразход на гориво). Дизеловите двигатели са ограничени технологично в оборотите (2-3-4000 rpm) докато бензиновите могат да се развъртат до много повече (F1 – 18 000 rpm) така че сравнението между двигател на камион с въртящ момент 500 Nm и макс. обороти 2300 – 2800 rpm (мощност 300 к.с.) и двигател на Формула 1 с въртящ момент 250 Nm и макс. обороти 18 000 rpm (800 к.с.) показва че повече мощност /конски сили има двигателя който може да се развърта до повече обороти като формулата е Р (kW) = N(Nm) x rpm (обороти за мин) / 9549, формулата в имперски мерки е
{\displaystyle P[{\text{hp}}]={\frac {T[{\text{ft}}\cdot {\text{lbf}}]\times N[{\text{rpm}}]}{5252}}.}

## Определение на конска сила
Една метрична к. с. се определя като мощността, необходима за издигането на тяло с маса m = 75 kg от земната повърхност (при земно ускорение 9,806 65 m/s²) със скорост от 1 m/s:
1 к. с. = 75 kgf · m/s = 735,498 75 W
Тази мощност съответства приблизително на мощността на кон, който тегли 500-килограмова кола нагоре по път с 10-процентов наклон със скорост на пешеходец (5,4 km/h).